# Goran Pandurović
Goran Pandurović (Belgrado, 16 luglio 1963) è un ex calciatore serbo, di ruolo portiere.

## Carriera

### Club
Pandurović giocò per lo Sloboda Užice, per poi passare al Šumadija Aranđelovac. Tornato allo Sloboda Užice, nel 1989 fu ingaggiato dal Partizan, formazione in cui militò fino al 1995 e con cui vinse due campionati e altrettante coppe nazionali.
Proprio nel 1995, firmò un contratto annuale con i francesi del Rennes, con un'opzione per un'ulteriore stagione. Esordì nella Division 1 il 26 luglio, nella vittoria per 3-2 sul Cannes. Pandurović non parlava né l'inglese e né il francese, avendo così problemi di comunicazione con i compagni. Il problema fu risolto grazie ad uno studente jugoslavo che studiava a Rennes, che gli fece da traduttore nelle sedute d'allenamento. Nonostante qualche errore, disputò una buona prima stagione. Pandurović firmò così un contratto di due anni con il Rennes.
Nel campionato seguente, subì un infortunio alla prima giornata e fu costretto così a saltare diverse partite. L'anno successivo, il nuovo allenatore Guy David cambiò le gerarchie dei portieri e Pandurović si accomodò in panchina. A fine anno, appese gli scarpini al chiodo.

### Nazionale
Pandurović giocò 4 partite per la Nazionale jugoslava.

## Palmarès

### Club

#### Competizioni nazionali
- Campionato jugoslavo: 2

Partizan: 1992-1993, 1993-1994
- Coppa di RF Jugoslavia: 2

Partizan: 1991-1992, 1993-1994